# Vesikel
I cellebiologien er en vesikel en lille beholder eller blære i cellers cytoplasma, som adskilles fra cytosolvæsken af mindst ét dobbeltlipidlag. Vesikler bruges af cellen til at lagre, transportere eller fordøje diverse materialer.
Vesikler dannes f.eks. ved endocytose, hvor cellemembranen omslutter en partikel uden for cellen, hvorefter den omsluttende membran afsnøres fra den øvrige cellemembran og danner en vesikel internt i cellen. Herefter kan stoffet transporteres til behandling af cellens organeller eller evt. på tværs af cytoplasmaet ud til cellens anden side, hvor vesiklen igen kan smelte sammen med cellemembranen og udstøde partiklen, en proces der kaldes exocytose.